# Барон де Фрейн

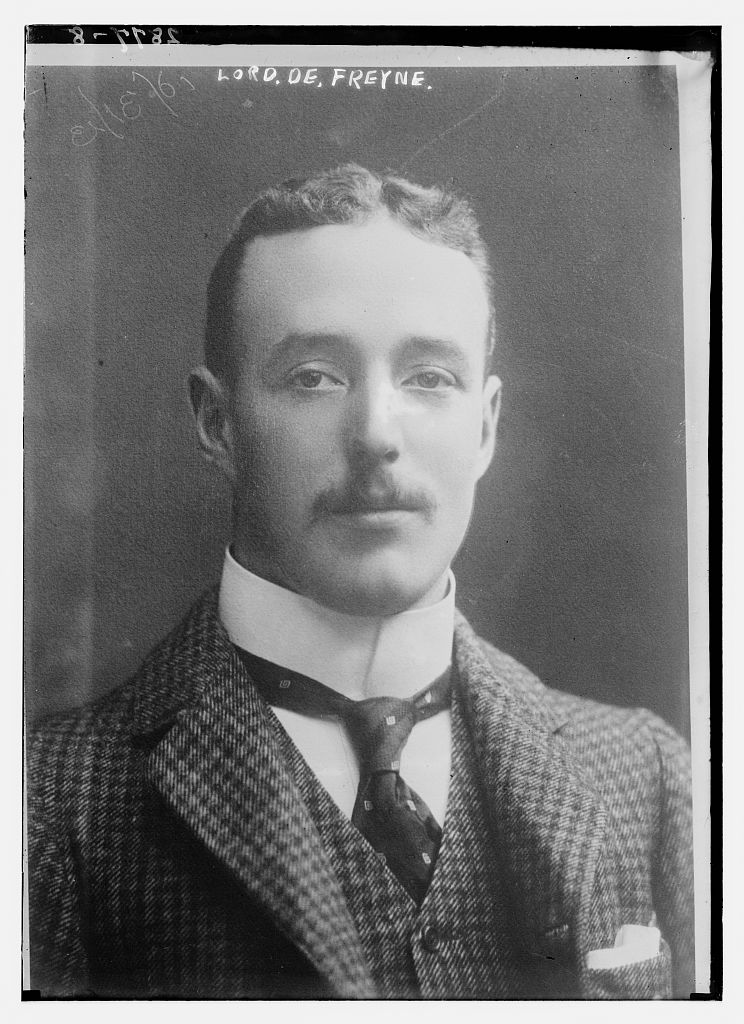
Капитан Артур Реджинальд Френч, 5-й барон де Фрейн (1879—1915)

Барон де Фрейн из Coolavin в графстве Слайго — наследственный титул в системе Пэрства Соединенного Королевства. Он был создан 5 апреля 1851 года для Артура Френча, 1-го барона де Фрейна (1786—1856), с правом наследования для его младших братьев. Ранее он представлял графство Роскоммон в палате общин (1821—1832), а затем служил в качестве лорда-лейтенанта графства Роскоммон (1854—1856). 16 мая 1839 года для него уже был создан титул барона де Фрейна из Artagh в графстве Роскоммон (Пэрство Соединенного Королевства), с правом наследования для его мужских потомков. Лорд де Фрейн умер бездетным, и после его смерти в 1856 году титул барона креации 1839 года прервался. Баронский титул креации 1851 года унаследовал его младший брат Джон Френч, 2-й барон де Фрейн (1788—1863).
После его смерти титул перешел к другому брату, Ричарду Френчу, 3-му барону де Фрейну (1790—1868). В 1851 году он женился на Кэтрин Мари, дочери Люка Мари, католического священника. После этого возник вопрос относительно законности брака между ним, протестантом, и его женой, католичкой. Они вновь поженились в 1854 году в церкви Ирландии. К тому времени у них было три сына, Чарльз Френч (1851—1925), депутат Палаты общин от графства Роскоммон, Джон Френч (1853—1916) и Уильям Френч (1854—1868). Тем не менее, из-за неопределенности его первого брака преемником лорда де Фрейна стал его старший сын, родившийся после брака 1854 года, Артур Френч, 4-й барон де Фрейн (1855—1913). Его старший сын, Артур Реджинальд Френч, 5-й барон де Фрейн (1879—1915), был убит в бою в битве при Оберс-Ридж в 1915 году. Его преемником стал его сводный брат, Фрэнсис Чарльз Френч, 6-й барон де Фрейн (1884—1935). 
По состоянию на 2024 год носителем титула являлся внук последнего, Чарльз Артур Джон Френч, 8-й барон де Фрейн (род. 1957) который стал преемником своего отца в 2009 году.
Семья Френч происходит от Джона Френча (ум. 1734) из Френчпарка в графстве Роскоммон, по прозвищу «Tierna More» (великий помещик). Он заседал в ирландском Палате общин от Каррика (1695), графства Голуэй (1710) и Талска (1715, 1722). Его сын, Артур Френч (ум. 1769), представлял графство Роскоммон в парламенте Ирландии (1721). Его старший сын, Джон Френч (ум. 1775), был членом ирландского парламента от графства Роскоммон (1745—1775). Он должен был быть повышен до пэра Ирландии как барон Дангар в 1775 году, но умер до получения звания пэра Его младший брат, Артур Френч (1728—1799), член ирландского парламента от графства Роскоммон, отказался от пэрства, первоначально предназначавшегося для его брата. Его сын Артур Френч (ум. 1820) был также членом ирландского Палаты общин от графства Роскоммон (1783). Его старший сын был первым барон де Фрейн. Фицстивен Френч (1801—1873), младший брат первого барона, был членом парламента от графства Роскоммон (1832—1873).
Семейная резиденция — Френчпарк, расположенный недалеко от города Бойл на севере графства Роскоммон.

## Бароны де Фрейн, первая креация (1839)
- 1839—1856: Артур Френч, 1-й барон де Фрейн[англ.] (1786 — 29 сентября 1856), старший сын Артура Френча (ум. 1820)[1]

## Бароны де Фрейн, вторая креация (1851)
- 1851—1856: Артур Френч, 1-й барон де Фрейн[англ.] (1786 — 29 сентября 1856), старший сын Артура Френча (ум. 1820)[1];
- 1856—1863: Джон Френч, 2-й барон де Фрейн (1788 — 22 августа 1863), младший брат предыдущего[2];
- 1856—1868: Чарльз Френч, 3-й барон де Фрейн (22 октября 1790 — 28 октября 1868), младший брат предыдущего[3];
- 1868—1913: Артур Френч, 4-й барон де Фрейн (9 июля 1855 — 23 сентября 1913), четвертый сын предыдущего[4];
- 1913—1915: Артур Реджинальд Френч, 5-й барон де Фрейн[англ.] (3 июля 1879 — 9 мая 1915), единственный сын предыдущего от первого брака[5];
- 1915—1935: Фрэнсис Чарльз Френч, 6-й барон де Фрейн (15 января 1884 — 24 декабря 1935), старший сын 4-го барона от второго брака, сводный брат предыдущего[6];
- 1935—2009: Фрэнсис Артур Джон Френч, 7-й барон де Фрейн (3 сентября 1927 — 24 ноября 2009), единственный сын предыдущего[7];
- 2009 — настоящее время: Фулке Чарльз Артур Джон Френч, 8-й барон де Фрейн (род. 21 апреля 1957), старший сын предыдущего[8];
  - Наследник титула: достопочтенный Александр Джеймс Чарльз Френч (род. 22 сентября 1988), старший сын предыдущего[9].